# Inveraray
Inveraray (Inbhir Aora en gaèlic) és un burg real de Argyll and Bute, Escòcia. És un poble tradicional d'Argyll i era l'antiga llar del Duc d'Argyll, qui el va fundar l'any 1745, al costat del seu habitatge, el Castell d'Inveraray.
Les seves distintives construccions blanques en la riba del loch fan d'Inveraray una destinació turística molt popular gràcies al seu gran nombre d'atraccions, entre elles el castell. També es troba la presó de Inveraray que és ara un museu. Altres atraccions inclouen el Museu Folklòric d'Argyll a Auchindrain. La Creu d'Inveraray (Inveraray Cross), de característiques cèltiques pot ser vista des de la torre i el vaixell Arctic Penguin és un museu marítim que està amarrat al moll de la ciutat.
El Shinty és el joc local més popular, l' Inveraray Shinty Club ha arribat a esser campió escocès.